# Maneaba

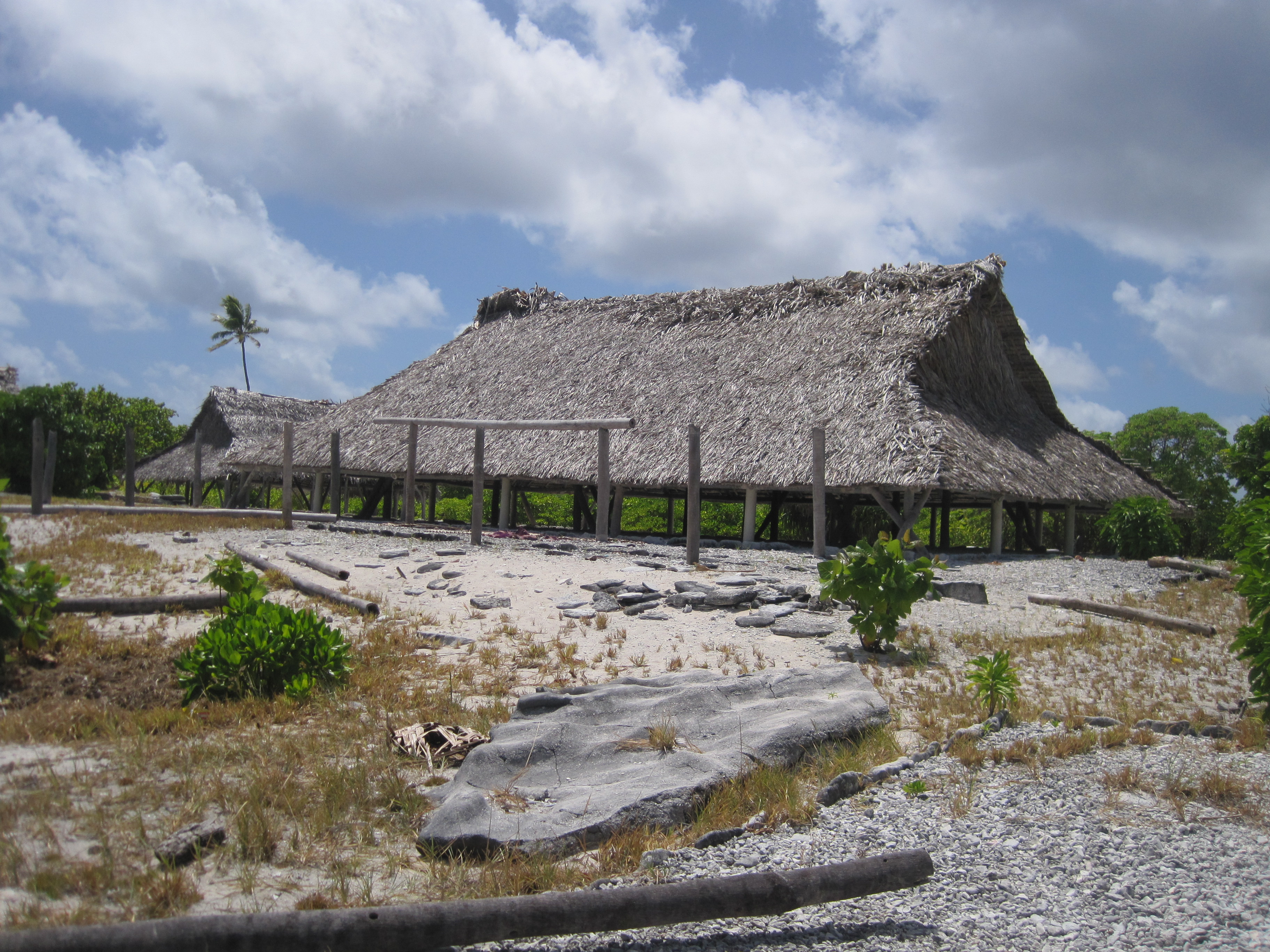

O coração de qualquer comunidade de Kiribati é sua maneaba ou casa de reuniões. A maneaba não é apenas o maior edifício de qualquer aldeia, é o centro da vida da aldeia e a base da ilha e da governação nacional.
A maneaba tradicional é uma estrutura imponente, com lajes de coral sustentando um enorme telhado formado de madeira de coqueiro, amarrado com barbante de coco e coberto com folhas de pandanus. Toda a comunidade está envolvida em sua construção, e cada aspecto da maneaba tem uma função simbólica e prática.[1]
Um maneaba tem um papel cultural semelhante ao de um marae polinésio. Nas ilhas vizinhas de Tuvalu (anteriormente chamadas de Ilhas Ellice), a casa de reuniões é chamada de maneapa.[2] A partilha do nome é o resultado de Kiribati e Tuvalu serem anteriormente a colônia da coroa britânica das Ilhas Gilbert e Ellice.
A Casa da Assembleia (Kiribati) ou Governo de Kiribati é referido como o Maneaba ni Maungatabu, ou maneaba da Montanha Sagrada.